# Teddy Randazzo
Teddy Randazzo (* 13. Mai 1935 in Brooklyn, New York City als Alessandro Carmelo Randazzo; † 21. November 2003 in Orlando, Florida) war ein US-amerikanischer Musikproduzent, Komponist, Songwriter und Sänger.

## Karriere
Randazzo begann bei der Rock'n'Roll Gruppe The Three Chuckles als Sänger und Akkordeonspieler. Mit der Band trat er wiederholt in der Ed Sullivan Show auf. Ihr Titel Runaround war 1954 ein Top-20-Hit.  Der Erfolg der Platten machte den Discjockey Alan Freed auf Randazzo aufmerksam, der ihn als Solokünstler in dem Musikfilm Rock, Rock, Rock auftreten ließ. Es folgten Auftritte in den Filmen The Girl Can’t Help It, Mister Rock and Roll und Twist… dass die Röcke fliegen!.
Mit Bobby Weinstein schrieb Randazzo Musikstücke für andere Künstler, darunter Pretty Blue Eyes, für Steve Lawrence und Craig Douglas zu Hits wurden.  Er schrieb und produzierte Titel wie Goin' Out of My Head für Little Anthony & the Imperials und Hurt So Bad, ein großer Erfolg für The Lettermen (1965) und Linda Ronstadt (1980).
2007 wurde Randazzo postum in die Songwriters Hall of Fame aufgenommen.

## Diskografie
- 1957: Red Ruby Lips / I'll never smile again
- 1957: Next Stop Paradise / How could you know?
- 1958: It's Magic / Richer than I
- 1958: Be my Kitten Little Chicken / Little Serenade
- 1959: The Awkward Age / Laughing on the Outside
- 1959: Pepito / You are always in my Heart
- 1959: My Foolish Heart / What Is this Thing called Love
- 1960: You don't care anymore / How I need You
- 1960: The Way of a Clown / Cherie
- 1960: Misery / Journey To Love
- 1961: Let the Sunshine in / Broken Bell
- 1961: But you broke my Heart / Happy Ending
- 1961: Mother Goose Twist / It's a Pity to say Goodnight
- 1961: One more Chance / Don't go away
- 1962: Echoes / It wasn't a Dream
- 1962: Dance to the Locomotion / Cotton Fields
- 1962: Big wide World / Be sure my Love
- 1962: Foot Stompin‘ / Ooh-Poo-Pah-Doo
- 1963: Dear Heart / Just hold my Hand
- 1964: Doo Dah / Pretty Blue Eyes
- 1964: Lost without You / Less than Tomorrow
- 1965: You don't need a Heart / As long as I live
- 1965: Theme from "A Patch Of Blue" / The Old and the New
- 1965: You're not that Girl anymore / Soul
- 1965: Non È Come Te / Non Sei Tu
- 1966: I'm losing You / Trick or Treat
- 1968: Girl On My Mind (Maggie's Theme) / Maggie's Theme
- 1978: Lovin' You won't Hurt as much Tomorrow / Born to be in Love with You